# Plebiscyt Przeglądu Sportowego 1956
22. Plebiscyt Przeglądu Sportowego na najlepszego sportowca Polski zorganizowano w 1956 roku.

## Wyniki
1. Elżbieta Krzesińska - lekkoatletyka (481 713 pkt.)
2. Janusz Sidło - lekkoatletyka (432 883)
3. Jerzy Pawłowski - szermierka (398 025)
4. Adam Smelczyński - strzelanie do rzutków (277 380)
5. Zbigniew Pietrzykowski - boks (227 380)
6. Teodor Kocerka - wioślarstwo (193 993)
7. Zdzisław Krzyszkowiak - lekkoatletyka (179 841)
8. Franciszek Gąsienica Groń - narciarstwo (139 915)
9. Marian Zieliński - podnoszenie ciężarów (109 968)
10. Edward Szymkowiak - piłka nożna (106 336)